# Ala-Rikinjärvi
Ala-Rikinjärvi är en sjö i Finland. Den ligger i kommunen Kuusamo i landskapet Norra Österbotten, i den nordöstra delen av landet, 700 km norr om huvudstaden Helsingfors. Ala-Rikinjärvi ligger 257,3 meter över havet. Den är 5 meter djup. Arean är 1,24 kvadratkilometer och strandlinjen är 10,37 kilometer lång. Sjön  ingår i Ijo älvs huvudavrinningsområde. 